# Campionato mondiale di hockey su ghiaccio 1971
Il 38º Campionato mondiale di hockey su ghiaccio, valido anche come 49º campionato europeo di hockey su ghiaccio, si tenne nel periodo fra il 19 marzo e il 3 aprile 1971 in Svizzera, nelle città di Berna e Ginevra. La nazione rossocrociata aveva già ospitato il campionato mondiale in quattro occasioni nelle edizioni del 1935, del 1939, del 1953 e del 1961. Ginevra aveva giò organizzato la competizione nel 1961 mentre per Berna si trattò della prima volta in assoluto. Il gruppo B si giocò anch'esso in Svizzera a Ginevra, Berna, La Chaux-de-Fonds e Lyss, mentre il gruppo C si svolse in numerose città dei Paesi Bassi.
All'edizione del 1971 si iscrissero 22 nazionali suddivise nei tre gruppi A, B e C; al termine del torneo le sei nazionali del Gruppo A e le sei migliori del Gruppo B si qualificarono per il torneo olimpico di Sapporo 1972. Il Gruppo A si disputò con un doppio girone all'italiana per un totale di dieci partite, il primo a Berna e il secondo a Ginevra. Per l'ultima volta i portieri poterono giocare senza la maschera protettiva. Il torneo fu vinto per la nona volta consecutiva dall'Unione Sovietica, seguita sul podio dalla Cecoslovacchia, vincitrice del campionato europeo, e dalla Svezia. Vennero retrocessi gli Stati Uniti, sostituiti dalla Svizzera vincitrice del Gruppo B.

## Qualificazioni
La Germania Est rifiutò di partecipare ai mondiali di Gruppo A del 1971, lasciando perciò un posto libero. Venne organizzato uno spareggio con gare di andata e ritorno fra Germania Ovest, seconda classificata dell'ultimo Gruppo B, e la Polonia appena retrocessa dal Gruppo A.

### Gruppo A
| Monaco di Baviera 8 novembre 1971 | Germania Ovest | 6 – 3 (2-0; 3-2; 1-1) | Polonia |  |

| Łódź 12 novembre 1971 | Polonia | 4 – 4 (2-0; 2-0; 0-4) | Germania Ovest |  |

La Germania Ovest si qualificò al Gruppo A, mentre la Polonia prese parte al Gruppo B.

## Campionato mondiale Gruppo A

### Girone finale
| Berna 19 marzo 1971, ore 16:00 | Unione Sovietica | 11 – 2 (2-2; 3-0; 6-0) | Germania Ovest | Eisstadion Allmend |

| Berna 19 marzo 1971, ore 20:00 | Cecoslovacchia | 1 – 5 (1-3; 0-1; 0-1) | Stati Uniti | Eisstadion Allmend |

| Berna 20 marzo 1971, ore 16:00 | Germania Ovest | 3 – 4 (1-2; 1-1; 1-1) | Finlandia | Eisstadion Allmend |

| Berna 20 marzo 1971, ore 20:00 | Stati Uniti | 2 – 4 (1-1; 1-1; 0-2) | Svezia | Eisstadion Allmend |

| Berna 21 marzo 1971, ore 16:00 | Cecoslovacchia | 5 – 6 (1-2; 2-0; 2-4) | Svezia | Eisstadion Allmend |

| Berna 21 marzo 1971, ore 20:00 | Finlandia | 1 – 8 (1-1; 0-2; 0-5) | Unione Sovietica | Eisstadion Allmend |

| Berna 22 marzo 1971, ore 16:00 | Cecoslovacchia | 9 – 1 (1-0; 3-1; 5-0) | Germania Ovest | Eisstadion Allmend |

| Berna 22 marzo 1971, ore 20:00 | Unione Sovietica | 10 – 2 (1-0; 7-1; 2-1) | Stati Uniti | Eisstadion Allmend |

| Berna 23 marzo 1971, ore 16:00 | Germania Ovest | 2 – 7 (0-3; 1-2; 1-2) | Svezia | Eisstadion Allmend |

| Berna 23 marzo 1971, ore 20:00 | Stati Uniti | 4 – 7 (0-2; 3-3; 1-2) | Finlandia | Eisstadion Allmend |

| Berna 24 marzo 1971, ore 16:00 | Finlandia | 1 – 1 (1-0; 0-0; 0-1) | Svezia | Eisstadion Allmend |

| Berna 24 marzo 1971, ore 20:00 | Cecoslovacchia | 3 – 3 (1-1; 1-1; 1-1) | Unione Sovietica | Eisstadion Allmend |

| Berna 25 marzo 1971, ore 20:00 | Stati Uniti | 2 – 7 (0-2; 1-3; 1-2) | Germania Ovest | Eisstadion Allmend |

| Berna 26 marzo 1971, ore 15:00 | Cecoslovacchia | 5 – 0 (0-0; 3-0; 2-0) | Finlandia | Eisstadion Allmend |

| Berna 26 marzo 1971, ore 20:00 | Svezia | 0 – 8 (0-4; 0-1; 0-3) | Unione Sovietica | Eisstadion Allmend |

| Ginevra 27 marzo 1971, ore 18:00 | Cecoslovacchia | 5 – 0 (0-0; 3-0; 2-0) | Stati Uniti | Les Vernets |

| Ginevra 27 marzo 1971, ore 21:00 | Germania Ovest | 2 – 12 (1-1; 0-7; 1-4) | Unione Sovietica | Les Vernets |

| Ginevra 28 marzo 1971, ore 17:00 | Finlandia | 7 – 2 (3-0; 0-1; 4-1) | Germania Ovest | Les Vernets |

| Ginevra 28 marzo 1971, ore 20:30 | Svezia | 4 – 3 (1-0; 1-3; 2-0) | Stati Uniti | Les Vernets |

| Ginevra 29 marzo 1971, ore 17:15 | Unione Sovietica | 10 – 1 (5-1; 1-0; 4-0) | Finlandia | Les Vernets |

| Ginevra 29 marzo 1971, ore 20:30 | Cecoslovacchia | 3 – 1 (1-0; 1-0; 1-1) | Svezia | Les Vernets |

| Ginevra 30 marzo 1971, ore 18:00 | Cecoslovacchia | 4 – 0 (1-0; 1-0; 2-0) | Germania Ovest | Les Vernets |

| Ginevra 30 marzo 1971, ore 21:00 | Stati Uniti | 5 – 7 (1-1; 2-5; 2-1) | Unione Sovietica | Les Vernets |

| Ginevra 31 marzo 1971, ore 17:15 | Svezia | 1 – 2 (1-0; 0-2; 0-0) | Germania Ovest | Les Vernets |

| Ginevra 31 marzo 1971, ore 20:30 | Finlandia | 7 – 3 (1-1; 3-1; 3-1) | Stati Uniti | Les Vernets |

| Ginevra 1º aprile 1971, ore 16:00 | Svezia | 2 – 1 (0-0; 2-0; 0-1) | Finlandia | Les Vernets |

| Ginevra 1º aprile 1971, ore 20:30 | Cecoslovacchia | 5 – 2 (1-1; 1-1; 3-0) | Unione Sovietica | Les Vernets |

| Ginevra 2 aprile 1971, ore 20:30 | Germania Ovest | 1 – 5 (0-1; 0-4; 1-0) | Stati Uniti | Les Vernets |

| Ginevra 3 aprile 1971, ore 15:00 | Cecoslovacchia | 4 – 2 (2-1; 1-1; 1-0) | Finlandia | Les Vernets |

| Ginevra 3 aprile 1971, ore 19:00 | Unione Sovietica | 6 – 3 (2-1; 0-2; 4-0) | Svezia | Les Vernets |

| Pos. |                  | PG | V | N | P | GF | GS | DR  | Pt |
| 1.   | Unione Sovietica | 10 | 8 | 1 | 1 | 77 | 24 | +53 | 17 |
| 2.   | Cecoslovacchia   | 10 | 7 | 1 | 2 | 44 | 20 | +24 | 15 |
| 3.   | Svezia           | 10 | 5 | 1 | 4 | 29 | 33 | -4  | 11 |
| 4.   | Finlandia        | 10 | 4 | 1 | 5 | 31 | 42 | -11 | 9  |
| 5.   | Germania Ovest   | 10 | 2 | 0 | 8 | 22 | 62 | -40 | 4  |
| 6.   | Stati Uniti      | 10 | 2 | 0 | 8 | 31 | 53 | -22 | 4  |

### Graduatoria finale
| Pos | Squadra          |
| --- | ---------------- |
|     | Unione Sovietica |
|     | Cecoslovacchia   |
|     | Svezia           |
| 4   | Finlandia        |
| 5   | Germania Ovest   |
| 6   | Stati Uniti      |

| Promossa nel Gruppo A:   | Svizzera    |
| Retrocessi nel Gruppo B: | Stati Uniti |

| Campione del mondo di hockey su ghiaccio 1971 |
| Unione Sovietica 11º titolo                   |

| Pos | Squadra          | Formazione |
| --- | ---------------- | --- |
|     | Unione Sovietica | Viktor Konovalenko, Vladislav Tret'jak, Vitalij Davydov, Viktor Kuz'kin, Jurij Ljapkin, Aleksandr Ragulin, Vladimir Lutčenko, Igor' Romiševskij, Boris Michajlov, Vladimir Petrov, Valerij Charlamov, Evgenij Mišakov, Vjačeslav Staršinov, Evgenij Zimin, Vladimir Vikulov, Aleksandr Mal'cev, Anatolij Firsov, Aleksandr Martynuk, Vladimir Šadrin, Gennadij Cygankov          |
|     | Cecoslovacchia   | Jiří Holeček, Marcel Sakáč, Jan Suchý, František Pospíšil, Oldřich Machač, František Panchártek, Josef Horešovský, Rudolf Tajcnár, Jiří Bubla, Jan Havel, Václav Nedomanský, Jiří Holík, Eduard Novák, Richard Farda, Josef Černý, Vladimír Martinec, Ivan Hlinka, Bohuslav Šťastný, Jiří Kochta, Bedřich Brunclík                                                               |
|     | Svezia           | Christer Abrahamsson, Leif Holmqvist, William Löfqvist, Thommy Abrahamsson, Gunnar Andersson, Thommie Bergman, Arne Carlsson, Kjell-Rune Milton, Bert-Ola Nordlander, Lennart Svedberg, Inge Hammarström, Stig-Göran Johansson, Stefan Karlsson, Hans Lindberg, Tord Lundström, Lars-Göran Nilsson, Håkan Nygren, Björn Palmqvist, Håkan Pettersson, Ulf Sterner, Håkan Wickberg |

### Riconoscimenti
Riconoscimenti individuali
| Premio             | Giocatore               |
| ------------------ | ----------------------- |
| Miglior portiere   | Jiří Holeček            |
| Miglior difensore  | Jan Suchý e lpo Koskela |
| Miglior attaccante | Anatolij Firsov         |

All-Star Team
| Attacco:  | Anatolij Firsov - Aleksandr Mal'cev - Vladimir Vikulov |
| Difesa:   | Jan Suchý - lpo Koskela                                |
| Portiere: | Jiří Holeček                                           |

### Campionato europeo
Il torneo fu valido anche per il 49º campionato europeo. Il titolo continentale fu assegnato secondo una classifica che teneva conto solo degli scontri tra le squadre europee nel campionato mondiale; la vittoria andò per la nona volta alla Cecoslovacchia, giunta al secondo posto.
| Pos | Squadra          |
| --- | ---------------- |
|     | Cecoslovacchia   |
|     | Unione Sovietica |
|     | Svezia           |
| 4   | Finlandia        |
| 5   | Germania Ovest   |

## Campionato mondiale Gruppo B
Il Campionato mondiale di Gruppo B si disputò nelle città di Ginevra, Berna, La Chaux-de-Fonds e Lyss, in Svizzera, dal 5 al 14 marzo 1971.
| Berna 5 marzo 1971 | Norvegia | 6 – 3 (2-0; 2-1; 2-2) | Jugoslavia | Eisstadion Allmend |

| Berna 5 marzo 1971 | Polonia | 6 – 2 (2-0; 2-1; 2-1) | Italia | Eisstadion Allmend |

| Berna 5 marzo 1971 | Giappone | 4 – 9 (1-0; 1-4; 2-5) | Germania Est | Eisstadion Allmend |

| Lyss 5 marzo 1971 | Svizzera | 4 – 1 (2-0; 1-0; 1-1) | Austria | Seelandhalle |

| Lyss 6 marzo 1971 | Svizzera | 3 – 2 (0-1; 2-0; 1-1) | Norvegia | Seelandhalle |

| Berna 6 marzo 1971 | Jugoslavia | 3 – 1 (2-0; 1-1; 0-0) | Austria | Eisstadion Allmend |

| Berna 7 marzo 1971 | Italia | 4 – 4 (1-0; 0-2; 3-2) | Giappone | Eisstadion Allmend |

| Berna 7 marzo 1971 | Polonia | 7 – 4 (3-0; 1-4; 3-0) | Germania Est | Eisstadion Allmend |

| Ginevra 8 marzo 1971 | Giappone | 6 – 2 (2-0; 2-0; 2-2) | Austria | Les Vernets |

| Berna 8 marzo 1971 | Norvegia | 7 – 2 (2-1; 3-1; 2-0) | Italia | Eisstadion Allmend |

| La Chaux-de-Fonds 8 marzo 1971 | Svizzera | 4 – 4 (2-0; 1-3; 1-1) | Polonia | Les Mélèzes |

| Berna 8 marzo 1971 | Germania Est | 5 – 3 (2-1; 1-1; 2-1) | Jugoslavia | Eisstadion Allmend |

| Ginevra 9 marzo 1971 | Norvegia | 7 – 2 (1-0; 5-0; 1-2) | Austria | Les Vernets |

| La Chaux-de-Fonds 9 marzo 1971 | Svizzera | 8 – 5 (0-1; 3-2; 5-2) | Jugoslavia | Les Mélèzes |

| Lyss 10 marzo 1971 | Giappone | 6 – 4 (2-0; 1-2; 3-2) | Polonia | Seelandhalle |

| Berna 10 marzo 1971 | Germania Est | 11 – 0 (5-0; 1-0; 5-0) | Italia | Eisstadion Allmend |

| Berna 11 marzo 1971 | Italia | 4 – 4 (2-2; 1-1; 1-1) | Jugoslavia | Eisstadion Allmend |

| Berna 11 marzo 1971 | Polonia | 8 – 1 (0-0; 5-0; 3-1) | Norvegia | Eisstadion Allmend |

| Lyss 11 marzo 1971 | Germania Est | 11 – 3 (3-1; 5-1; 3-1) | Austria | Seelandhalle |

| La Chaux-de-Fonds 11 marzo 1971 | Svizzera | 4 – 1 (1-0; 3-0; 0-1) | Giappone | Les Mélèzes |

| Berna 13 marzo 1971 | Polonia | 4 – 0 (1-0; 0-0; 3-0) | Jugoslavia | Eisstadion Allmend |

| Berna 13 marzo 1971 | Svizzera | 3 – 1 (2-0; 0-1; 1-0) | Germania Est | Eisstadion Allmend |

| Lyss 13 marzo 1971 | Austria | 6 – 0 (1-0; 1-0; 4-0) | Italia | Seelandhalle |

| La Chaux-de-Fonds 13 marzo 1971 | Norvegia | 10 – 6 (5-1; 0-3; 5-2) | Giappone | Les Mélèzes |

| Lyss 14 marzo 1971 | Svizzera | 5 – 0 (2-0; 2-0; 1-0) | Italia | Seelandhalle |

| La Chaux-de-Fonds 14 marzo 1971 | Germania Est | 8 – 4 (1-0; 4-2; 3-2) | Norvegia | Les Mélèzes |

| Ginevra 14 marzo 1971 | Polonia | 3 – 2 (0-0; 2-0; 1-2) | Austria | Les Vernets |

| Berna 14 marzo 1971 | Jugoslavia | 7 – 6 (1-2; 5-0; 1-4) | Giappone | Eisstadion Allmend |

| Pos. |              | PG | V | N | P | GF | GS | DR  | Pt |
| 1.   | Svizzera     | 7  | 6 | 1 | 0 | 31 | 14 | +17 | 13 |
| 2.   | Polonia      | 7  | 5 | 1 | 1 | 36 | 19 | +17 | 11 |
| 3.   | Germania Est | 7  | 5 | 0 | 2 | 49 | 24 | +25 | 10 |
| 4.   | Norvegia     | 7  | 4 | 0 | 3 | 37 | 32 | +5  | 8  |
| 5.   | Giappone     | 7  | 2 | 1 | 4 | 33 | 40 | -7  | 5  |
| 6.   | Jugoslavia   | 7  | 2 | 1 | 4 | 25 | 34 | -9  | 5  |
| 7.   | Austria      | 7  | 1 | 0 | 6 | 17 | 34 | -17 | 2  |
| 8.   | Italia       | 7  | 0 | 2 | 6 | 12 | 43 | -31 | 2  |

| Promossa nel Gruppo A:   | Svizzera       |
| Retrocesse nel Gruppo C: | Austria Italia |

## Campionato mondiale Gruppo C
Il Campionato mondiale di Gruppo C si disputò nelle città di Eindhoven, Geleen, Groninga, Heerenveen, Nimega, Rotterdam, 's-Hertogenbosch, Tilburg e Utrecht, nei Paesi Bassi, dal 26 febbraio al 7 marzo 1971.
| Utrecht 26 febbraio 1971 | Francia | 1 – 7 (0-0; 1-2; 0-5) | Romania |  |

| Eindhoven 26 febbraio 1971 | Regno Unito | 18 – 2 (8-0; 4-0; 6-2) | Belgio |  |

| Nimega 26 febbraio 1971 | Ungheria | 7 – 6 (1-0; 4-2; 2-4) | Bulgaria |  |

| Tilburg 26 febbraio 1971 | Danimarca | 1 – 3 (0-2; 0-0; 1-1) | Paesi Bassi |  |

| Geleen 27 febbraio 1971 | Bulgaria | 7 – 0 (4-0; 1-0; 2-0) | Paesi Bassi |  |

| Rotterdam 27 febbraio 1971 | Romania | 6 – 1 (0-0; 2-0; 4-1) | Danimarca |  |

| Tilburg 27 febbraio 1971 | Ungheria | 7 – 6 (3-1; 1-2; 3-3) | Regno Unito |  |

| Utrecht 27 febbraio 1971 | Francia | 18 – 1 (7-0; 7-0; 4-1) | Belgio |  |

| 's-Hertogenbosch 1º marzo 1971 | Regno Unito | 7 – 4 (3-0; 1-3; 3-1) | Paesi Bassi |  |

| Eindhoven 1º marzo 1971 | Ungheria | 3 – 3 (3-1; 0-0; 0-2) | Romania |  |

| Rotterdam 1º marzo 1971 | Danimarca | 21 – 1 (8-0; 5-0; 8-1) | Belgio |  |

| Tilburg 1º marzo 1971 | Francia | 2 – 1 (0-1; 0-0; 2-0) | Bulgaria |  |

| Eindhoven 2 marzo 1971 | Paesi Bassi | 18 – 0 (5-0; 8-0; 5-0) | Belgio |  |

| Nimega 2 marzo 1971 | Regno Unito | 5 – 4 (1-2; 3-2; 1-0) | Danimarca |  |

| Rotterdam 2 marzo 1971 | Ungheria | 4 – 8 (2-3; 0-2; 2-3) | Francia |  |

| Utrecht 2 marzo 1971 | Bulgaria | 2 – 12 (1-2; 1-6; 0-4) | Romania |  |

| 's-Hertogenbosch 4 marzo 1971 | Belgio | 1 – 31 (1-9; 0-9; 0-13) | Ungheria |  |

| Groninga 4 marzo 1971 | Regno Unito | 4 – 6 (1-0; 3-4; 0-2) | Francia |  |

| Tilburg 4 marzo 1971 | Paesi Bassi | 2 – 10 (2-4; 0-5; 0-1) | Romania |  |

| Heerenveen 4 marzo 1971 | Danimarca | 4 – 5 (2-0; 1-3; 1-2) | Bulgaria |  |

| Heerenveen 5 marzo 1971 | Bulgaria | 5 – 5 (2-1; 1-2; 2-2) | Regno Unito |  |

| Groninga 5 marzo 1971 | Danimarca | 1 – 5 (0-3; 0-1; 1-1) | Francia |  |

| Rotterdam 5 marzo 1971 | Ungheria | 4 – 3 (1-0; 1-1; 2-2) | Paesi Bassi |  |

| Tilburg 5 marzo 1971 | Romania | 21 – 0 (7-0; 7-0; 7-0) | Belgio |  |

| Eindhoven 7 marzo 1971 | Danimarca | 0 – 2 (0-1; 0-0; 0-1) | Ungheria |  |

| Geleen 7 marzo 1971 | Regno Unito | 2 – 11 (0-3; 1-4; 1-4) | Romania |  |

| Rotterdam 7 marzo 1971 | Bulgaria | 11 – 1 (4-0; 4-0; 4-1) | Belgio |  |

| Utrecht 7 marzo 1971 | Paesi Bassi | 2 – 9 (1-4; 0-3; 1-2) | Francia |  |

| Pos. |             | PG | V | N | P | GF | GS  | DR   | Pt |
| 1.   | Romania     | 7  | 6 | 1 | 0 | 70 | 11  | +59  | 13 |
| 2.   | Francia     | 7  | 6 | 0 | 1 | 49 | 20  | +29  | 12 |
| 3.   | Ungheria    | 7  | 5 | 1 | 1 | 58 | 27  | +31  | 11 |
| 4.   | Regno Unito | 7  | 3 | 1 | 3 | 47 | 39  | +8   | 7  |
| 5.   | Bulgaria    | 7  | 2 | 1 | 4 | 36 | 32  | +4   | 5  |
| 6.   | Danimarca   | 7  | 2 | 0 | 5 | 33 | 26  | -7   | 4  |
| 7.   | Paesi Bassi | 7  | 2 | 0 | 5 | 32 | 38  | -6   | 4  |
| 8.   | Belgio      | 7  | 0 | 0 | 7 | 6  | 138 | -132 | 0  |

| Promosse nel Gruppo B:   | Romania Francia |
| Retrocesse dal Gruppo B: | Austria Italia  |